# Sphyrna mokarran
Lo squalo martello maggiore (Sphyrna mokarran) è un grande squalo appartenente alla famiglia degli Sphyrnidae.
Raggiunge una lunghezza corporea media di 4,6 metri e una lunghezza massima di 6,1 metri. Frequenta le acque tropicali e temperate calde di tutto il mondo, abitando le zone costiere e la piattaforma continentale. Può essere distinto dagli altri squali martello per la forma del suo cefalo, che è ampio con un margine anteriore quasi dritto, e per la sua prima pinna dorsale alta e falciforme. Predatore di vertice solitario e nuotatore forte, si nutre di un'ampia varietà di prede che vanno dai crostacei ai cefalopodi, dai pesci ossei agli squali più piccoli. Questa specie ha un sistema riproduttivo viviparo, dando cucciolate fino a 50 cuccioli ogni anno.
Sebbene potenzialmente pericoloso, lo squalo martello maggiore attacca raramente gli esseri umani e a volte può comportarsi in modo curioso nei confronti dei subacquei. Questo squalo è ampiamente pescato per le sue grandi pinne, che sono preziose sul mercato cinese come ingrediente principale per la zuppa di pinne di squalo. Di conseguenza, le popolazioni di questa specie stanno diminuendo sostanzialmente in tutto il mondo ed è stata valutata come una specie in pericolo critico dall'Unione internazionale per la conservazione della natura dal 2019.

## Distribuzione e habitat
La specie è distribuita in quasi tutti i mari caldi temperati e tropicali e frequenta le zone costiere su piattaforme di continenti e isole e le acque adiacenti fino a 80 m di profondità. Lungo le coste dell'Oceano Indiano, può essere trovato quasi ovunque dalla costa orientale dell'Africa lungo la costa asiatica, compreso il Mar Rosso.
Questa specie si può trovare nelle acque basse in prossimità della costa, specie in corrispondenza dei dislivelli delle formazioni coralline e negli adiacenti habitat sabbiosi. Prediligono le barriere coralline.
Sono pesci migratori, poiché è stato documentato che le popolazioni al largo della Florida e nel Mar Cinese Meridionale intraprendono lunghe migrazioni verso luoghi più freddi, più vicino ai poli, durante l'estate.
È riportata solo una cattura in acque italiane, a Camogli.

## Descrizione

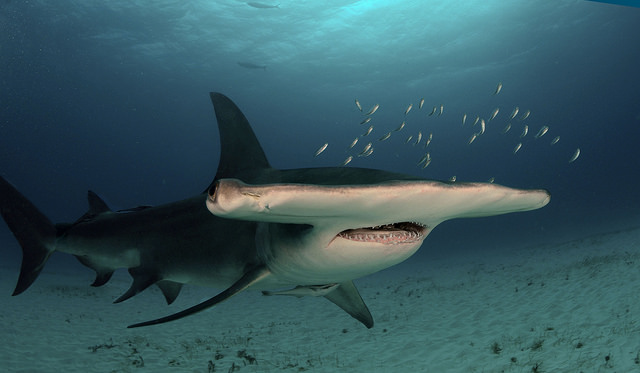
Un esemplare adulto.

Si distingue per il capo ampio e spesso, con il profilo anteriore quasi rettilineo ad eccezione di una breve rientranza centrale. La particolare forma della testa del cefalo è infatti a forma di T o a martello, con gli occhi e le narici situati alle estremità della testa, grazie alla quale il movimento laterale della testa durante il nuoto ha un'ampiezza visiva di quasi 360° tutto intorno a sé e anche ciò che si trova dietro di essa. È un grande squalo dal corpo aerodinamico, con una colorazione grigio-bruna sul dorso, digradante verso toni più chiari sul ventre. La pelle è densamente ricoperta di squame placoidi simili a denti, che sono a forma di diamante e ciascuna ha da tre a cinque creste orizzontali negli individui più piccoli e da cinque a sei negli individui più grandi. La prima pinna dorsale è molto alta e appuntita, con il margine posteriore arcuato. La pinna anale ha una base molto più ampia di quella della seconda dorsale. Anche la pinna caudale asimmetrica è a forma di falce. Come tutte le specie della famiglia, ha cinque fessure branchiali.
È lungo in media 3,5 metri e pesa oltre 230 chilogrammi. Alcuni esemplari, soprattutto femmine, raggiungono lunghezze corporee significativamente maggiori, con lunghezze massime tra 5,5 e 6,1 metri. Ciò rende questa specie il più grande rappresentante della famiglia degli squali martello. L'esemplare più pesante documentato fino ad oggi era una femmina di 4,4 metri e 580 kg di peso, catturata nel 2006 al largo della costa di Boca Grande, in Florida. Era gravida di 55 cuccioli che stava per partorire.

## Biologia

### Vorace predatore

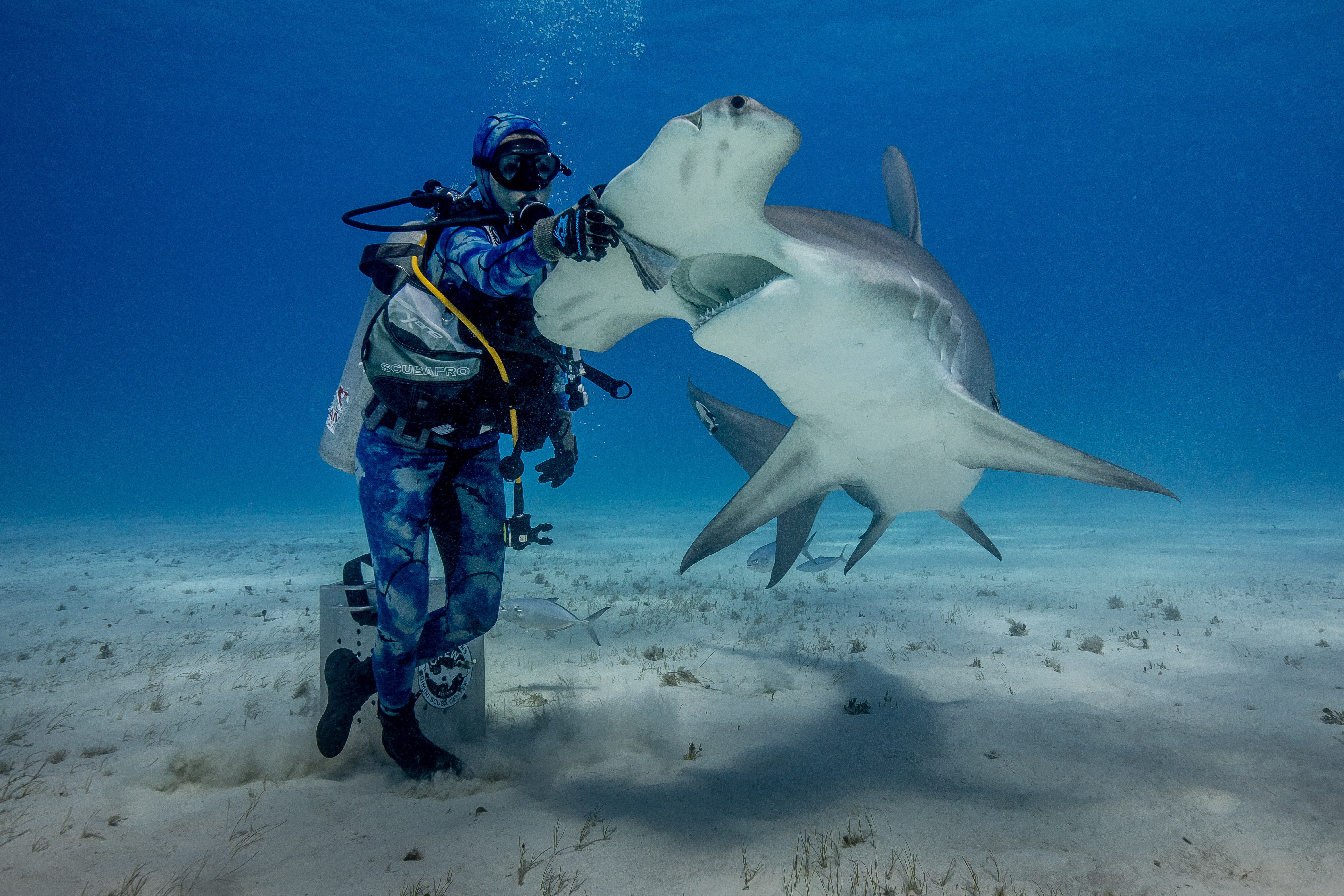
Un sub dà da mangiare a uno squalo martello maggiore a Bimini, Bahamas, nel 2021.

Lo squalo martello maggiore ha un olfatto estremamente sensibile ed è un eccellente predatore. È un cacciatore attivo con una dieta ampia. Si nutre di pesci in movimento che vivono a mezz'acqua, come sardine, aringhe, tarponi e suri, e di specie bentoniche, quali cernie, pleuronettidi e scienidi.
Ma è noto soprattutto per la sua preferenza per gli elasmobranchi, poiché cattura dasiatidi e razze, in particolare le pastinache. Nel suo vorace e peculiare comportamento predatorio nei confronti delle pastinache utilizza il grande capo per bloccare la preda sul fondale, lo ruota poi sul fianco e con un potente morso distacca un grosso lembo della pinna e procede in cerchio consumando a poco a poco la preda ormai inerme.

### Riproduzione
A differenza della maggior parte delle specie di squali, in cui l'accoppiamento avviene tipicamente sul fondo o in prossimità di esso, gli squali martello sono stati osservati accoppiarsi vicino alla superficie.
Come tutti gli squali martello, questa specie è vivipara, con i piccoli non ancora nati che vengono nutriti tramite un utero all'interno del quale gli embrioni si sviluppano in un'unica membrana cellulare. Dopo che la scorta di tuorlo è stata consumata dai piccoli, il sacco vitellino si trasforma in una placenta, analoga a quella dei mammiferi, che assicura il nutrimento attraverso il flusso sanguigno materno durante l'ulteriore sviluppo. Le femmine portano in grembo i piccoli ogni due anni e li danno alla luce dopo un periodo di gestazione di 11 mesi a nord dell'equatore dalla primavera all'estate e in Australia da dicembre a gennaio.
I maschi raggiungono la maturità sessuale tra 2,3 e 2,7 metri, mentre le femmine raggiungono la maturità sessuale tra 2,5 e 3,0 metri circa e danno alla luce da 6 a 42 cuccioli alla volta, con una cucciolata normale da 20 a 40, lunghi da 50 a 70 centimetri.

### Stile di vita
Lo squalo martello maggiore è uno squalo nomade e solitario che generalmente evita gli altri squali della barriera corallina. Quando incontra altri squali delle sue dimensioni, mostra un comportamento minaccioso, abbassando le pinne pettorali e nuotando rigidamente e a scatti. I giovani sono predati da squali più grandi come gli squali leuca, mentre gli squali martello maggiori adulti non hanno predatori naturali tranne le orche e gli esseri umani. La durata di vita tipica del grande squalo martello è di 20-30 anni; si stima che la grande femmina di squalo martello di Boca Grande avesse 40-50 anni.

## Rapporti con l'uomo

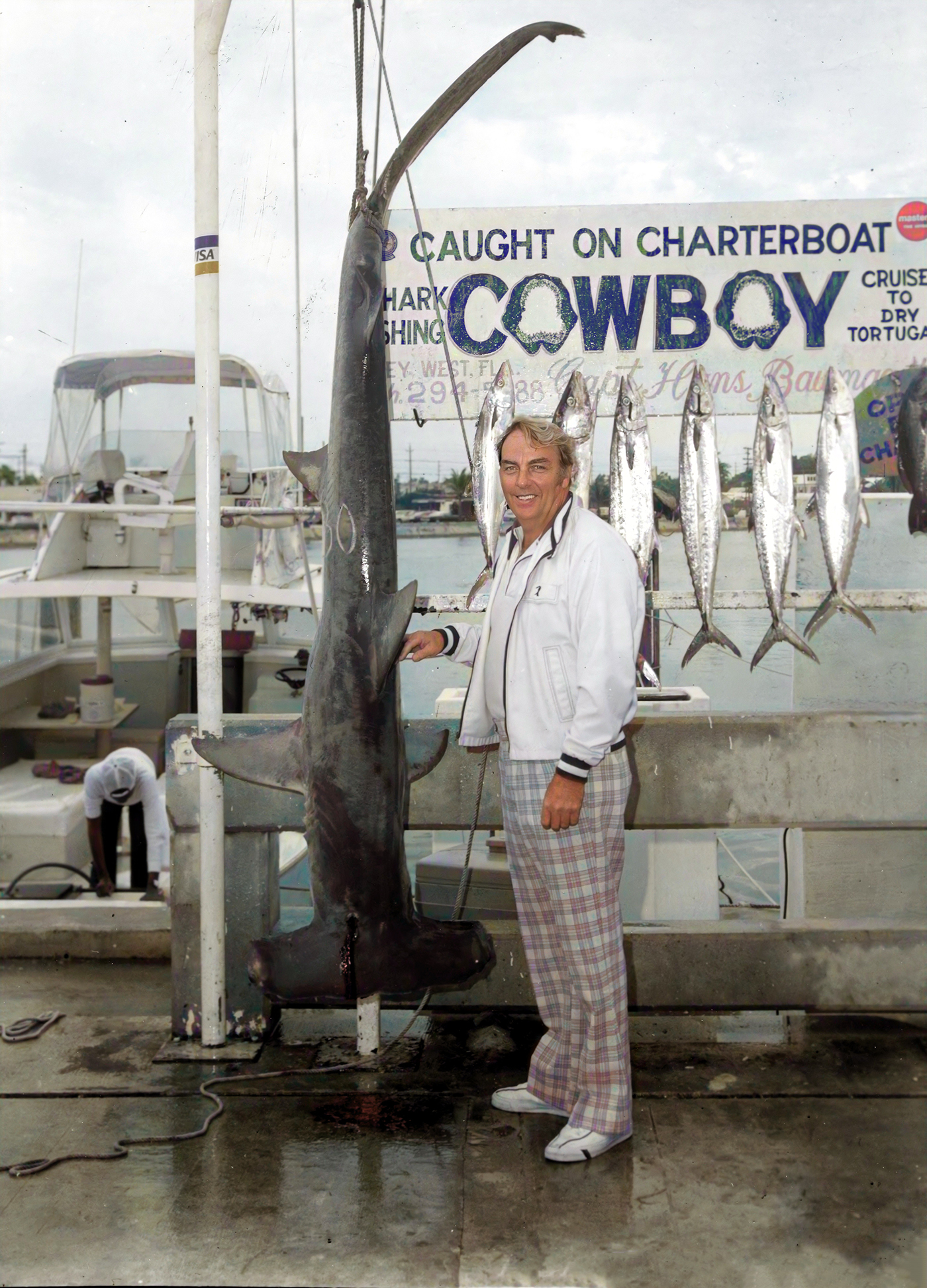
Un esemplare catturato da un pescatore sportivo nel 2008.

A causa della sua imponente mole e della sua temibile aggressività, è probabilmente lo squalo più pericoloso della famiglia degli squali martello, sebbene siano molto pochi gli attacchi registrati sull'uomo da questa specie. Date le sue grandi dimensioni e i suoi denti molto affilati, è comunque in grado di infliggere ferite mortali ad un essere umano e bisogna pertanto prestare attenzione ad avvicinarsi con cautela. Diversi subacquei hanno riferito che gli squali martello maggiori tendono ad essere timidi e poco reattivi con gli esseri umani.
A partire dal 2009, l'International Shark Attack File ha elencato in totale trentaquattro attacchi attribuibili agli squali martello del genere Sphyrna: undici attacchi provocati, diciassette non provocati, uno avvenuto dopo un incidente aereo e cinque per altre cause. Fra questi, solo un attacco è risultato mortale.
A causa della difficoltà di identificare la specie in questione, non si sa di preciso quanti siano gli attacchi causati dallo squalo martello maggiore. Questo squalo è stato confermato responsabile di un solo attacco provocato, oltre a quelli già sopracitati.